# Барика
Барика (араб. بريكة‎) — город на северо-востоке Алжира, на вилайета Батна. Административный центр одноимённого округа.

## Географическое положение
Город находится в северо-восточной части вилайи, на территории горного массива Орес, на высоте 450 метров над уровнем моря.

Барика расположена на расстоянии приблизительно 255 километров к юго-востоку от столицы страны Алжира.

## Демография
По данным переписи, на 2008 год население составляло 104 388 человек.
Динамика численности населения города по годам:
| 1977   | 1987   | 1998   | 2008    | 2012    |
| ------ | ------ | ------ | ------- | ------- |
| 26 315 | 56 488 | 85 635 | 104 388 | 118 610 |

## Транспорт
Ближайший аэропорт расположен в городе Бискра.